# Diademodon
Diademodon is een cynodont behorend tot de familie Diademodontidae. Dit dier leefde in het Vroeg-Trias.
Diademodon was een herbivoor. Het had een schedellengte van 20-25 cm en een lichaamslengte van circa 1.5 meter. Fossielen van Diademodon zijn gevonden in Namibië (Otjiwarongo-bekken), Zuid-Afrika (Karoo Supergroup), Zimbabwe, Zambia, Tanzania (Manda-formatie) en Argentinië (San Rafael-bekken), en zijn 251 tot 245 miljoen jaar oud.

## Ontdekking
Harry Seeley vond zijn fossiel in de Burgersdorpformatie van de Beaufortgroep in het Karoobekken in Zuid-Afrika. Tot 1988 werd Diademodon beschouwd als een gomphodont vanwege zijn dwarsgeplaatste wangtanden, maar sindsdien wordt hij ingedeeld in de orde Cynodontia vanwege significante verschillen in schedelmorfologie. Andere soorten werden in 1979 door paleontoloog A.S. Brink benoemd, maar worden nu beschouwd als synoniemen van de typesoort Diademodon tetragonus. Fossielen van Diademodon tetragonus zijn recentelijk gevonden in de Otjiwarongo-bekken van Namibië, de Fremouwformatie van Antarctica, de Ntawereformatie van Zambia en de Río Seco de la Quebradaformatie in de provincie Mendoza, Argentinië.
Hoewel Diademodon tot dusver de meest geaccepteerde naam voor het geslacht is, werd het door Owen in 1860 oorspronkelijk als Cynochampsa laniarius benoemd. De voorgestelde naamsverandering vond plaats in 1982, toen Grine de door Harry Seeley voorgestelde naam verdedigde. Diademodon tetragonus werd geplaatst in de groep Therapsida, een groep waar Owen in zijn werken over paleontologie nogal omheen draaide. Hoewel Harry Govier Seeley in 1894 de naam Diademodon had toegekend, nadat Owen het geslacht Cynochampsa had benoemd, had Seeley zich niet gerealiseerd dat deze twee één en dezelfde waren. Van het fossiel dat door Owen werd benoemd, werd namelijk beweerd dat het gevonden was in een knobbel van kleisteen in de Renosterberg. Een latere paleontoloog onderzocht hetzelfde gebied waar het fossiel zou zijn gevonden en ontdekte geen sporen van Cynognathus-fossielen.

## Classificatie
Tot een onderzoek dat in 2005 werd uitgevoerd door Botha en collega's, waren de postcraniale skeletten van Diademodon en zijn nauwe verwant Cynognathus bijna onmogelijk te onderscheiden. Dit kwam door de overeenkomsten in de postcraniale skeletten tussen de twee geslachten en hun identieke vindplaatsen. Met nieuwe technologie konden de axiale skeletten van Diademodon en Cynognathus uit elkaar worden gehaald. Het bleek dat Diademodon cilindrische groeipatronen had die mogelijk geassocieerd werden met het wisselen van de seizoenen, terwijl de groeipatronen van Cynognathus snel en constant waren.

## Paleobiologie

### Voeding
Lange tijd werd Diademodon vooral gekenmerkt als herbivoor, maar er is bewijs dat erop wijst dat hij omnivoor kan zijn geweest. Er is nog geen duidelijke conclusie getrokken over de specifieke kenmerken van het eetpatroon van Diademodon. De reden hiervoor kan te maken hebben met het contra-intuïtieve gebit van Diademodon. De hoektanden van Diademodon waren zeer uitgesproken, maar desondanks werd gedacht dat de hoektanden aangepast waren aan vegetatie. Door het onderzoek van stabiele lichtisotopen van zuurstof uit fossielen van Diademodon kon worden afgeleid dat het individu sterk afhankelijk was van water uit andere bronnen dan bladeren, zoals stromen, rivieren, meren, sneeuwsmelt en andere dergelijke bronnen. Het waren deze bronnen waardoor een veelheid aan conclusies kon worden getrokken over de ecologie van Diademodon. Er werd aangenomen dat de voorkeurshabitat van Diademodon veel begroeiing en een koelere omgeving bood. Deze veronderstellingen werden afgeleid uit de lage koolstofwaarden die gevonden werden in de geëxtraheerde weefsels. Een andere interpretatie van deze gegevens was dat Diademodon misschien nijlpaardachtig gedrag vertoonde, dat wil zeggen dat hij overdag in diepe waterpoelen verbleef en alleen 's nachts zijn wateromgeving verliet om naar voedsel te zoeken. Dit werd afgeleid uit de lage zuurstofwaarden in weefselmonsters. Echter, deze gedachte werd weerlegd omdat Diademodon morfologisch en isotopisch geen aanpassingen vertoonde voor een langdurig leven in het water. Het zuurstofgehalte in de botten kwam niet overeen met dat van andere semiaquatische dieren, zoals het nijlpaard. Een derde mogelijkheid was dat Diademodon in de buurt van waterbronnen leefde, maar daar niet het grootste deel van zijn leven in doorbracht. Waarschijnlijk at hij zeewier in ondiep water, waarvan bekend is dat het een lager zuurstofgehalte heeft.